# جامعة اليمن
جامعة اليمن هي جامعة خاصة في اليمن أنشئت عام 2008م بموجب ترخيص من وزارة التعليم العالي والبحث العلمي برقم 1683 وتعتمد الجامعة في نظامها الدراسي على النظام الفصلي، وتحتوي برامجها على العديد من التخصصات التطبيقية والنظرية وينبثق عنها عدد من المراكز البحثية المتقدمة.

## الكليات
1. كلية العلوم الطبية.
2. كلية الهندسة وعلوم الحاسوب.
3. كلية العلوم الإدارية والإنسانية.
4. عمادة التعليم عن بعد.
6. عمادة الدراسات العليا.

## المراكز البحثية والخدمية
1. مركز ضمان الجودة والاعتماد والتطوير.
2. مركز البحث العليمي.
3. مركز الاستشارات والتأهيل والتدريب.
4. مركز اليمن للدراسات.
5. مركز وحدة الأبحاث والدراسات الدوائية.

## قيادة الجامعة
1.	أ.د / حسين عمر قاضي (رئيس مجلس الأمناء). 
2.	ا.د /  علي محمد مظفر(رئيس الجامعة).  
3.	ا.د / سليمان قوسي سحاري (نائب رئيس الجامعة) .

## مكتبات الجامعة
تمتلك جامعة اليمن مكتبة عامة ومكتبة الالكترونية وهما تشكلان النواة لكل التخصصات العلمية والتعليمية في الجامعة. تقوم هذه المكتبات بتزويد الطلاب وأعضاء هيئة التدريس وموظفي الجامعة وكل أبناء المجتمع بما يحتاجونه من معلومات ومصادر تخدم تخصصاتهم المتنوعة بكل سهولة ويسر وتضم المصادر بمختلف أنواعها: منها الكتب والدوريات والمجلات والدراسات والمنشورات الحكومية وابحاث وأطروحات الماجستير والدكتوراه وكذلك المصادر الإلكترونية المقروؤة والمسموعة. 

## لغة التدريس
اللغة الإنجليزية ماعدا تخصصات العلوم الإنسانية تدرس باللغة العربية.

## خدمات المجتمع
منذ تاسيسها، تولي جامعة اليمن أهتمام خاص بخدمة المجتمع حيث تقدم الكثير من الخدمات التي لها أثر مباشر على حياة أبناء المجتمع، وتتمثل هذه الخدمات في مجال التعليم والتدرب الطبي وخدمات التوعية الصحية وذلك من خلال إجراء زيارات ميدانية خاصة بالحملات الوقائية وتنظيم المؤتمرات والندوات حول مرض الثلاسيمياء والغذاء والدواء. كما أن الجامعة تقدم تقيم العديد من الدورات والبرامج الخاصة بالتخطيط الاستراتيجي ومهارات القيادة الادارية وغيرها من البرامج التي تخدم المجتمع اليمني.

## البحث العلمي
تدرك جامعة اليمن منذ نشأتها أهمية الدور الذي يلعبه البحث العلمي في تطوير القدرات والطاقات البشرية في اليمن. ونظرا لهذه الأهمية، أنشاءت الجامعة مركز خاص بالبحث العملي والذي يكرس كل اهتمامه ووقته في أجراء ونشر البحوث والدراسات وكذلك تنظيم المؤتمرات والندوات العلمية وتحليل الاحصائيات. ونظرا لحاجة الجامعة في تفعيل دورها في مجال البحوث والدراسات الفنية الدوائية والاستفادة من الكوادر العلمية المتخصصة في الجامعة، أنشأت الجامعة وحدة الابحاث والدراسات الدوائية بهدف استحداث وإنتاج وتطوير أدوية بما يتلاءم مع متطلبات التنمية المجتمعية في مجال صناعة الدواء كأحد الصناعات الاستراتيجية وذلك من خلال إسهامات الجامعة بإمكاناتها العلمية والمعملية.

## العضويات
1.	عضو اتحاد الجامعات اليمنية. 
2.	عضو اتحاد الجامعات العربية.
3.	عضو مؤسسات التعليم العالي العربي.
4.	عضو الشبكة العربية للتعليم المفتوح والتعليم عن بعد

## روابط خارجية
1. http://www.yemenuniversity.com

## وصلات خارجية
1.	https://twitter.com/yemenuni
2.	https://www.youtube.com/channel/UCJIcCdVhspclJnspWsj5S3g
3.	https://plus.google.com/117273661829485038104
4.	https://www.linkedin.com/in/yemen-university-823483139